# Monsummano Terme
Monsummano Terme /monsu'mːaːno 'tɛːrme/ je italské město v toskánské provincii Pistoia, 50 km severozápadně od Florencie. Městská obec má rozlohu 32 km² a zhruba 20 000 obyvatel.
Je to druhé lázeňské centrum údolí a turistické město známé díky svým jeskyním.

## Vývoj počtu obyvatel
Počet obyvatel